# Ануленілідени

Структура ануленіліденів.

Ануленілідени (рос. аннуленилидены, англ. annulenylidenes) — карбени, утворені внаслідок формального вклинення двовалентного атома C: в анулен з парним числом атомів.
Приклади:
- циклогептатриєніліден[2],
- 3-(11-dibenzo[1,2-a:1',2'-e]annulenylidene)-N-methyl-1-propanamine[3]